# Lilla Slågarps socken
Lilla Slågarps socken i Skåne ingick i Skytts härad, uppgick 1967 i Trelleborgs stad och området ingår sedan 1971 i  Trelleborgs kommun, från 2016 inom Alstads distrikt.
Socknens areal är 17,05 kvadratkilometer varav 16,03 land. År 1950 fanns här 607 invånare. Orten Haglösa samt kyrkbyn Lilla Slågarp med sockenkyrkan Lilla Slågarps kyrka ligger i socknen. 

## Administrativ historik
Socknen har medeltida ursprung. 
Vid kommunreformen 1862 övergick socknens ansvar för de kyrkliga frågorna till Lilla Slågarps församling och för de borgerliga frågorna bildades Lilla Slågarps landskommun. Landskommunen uppgick 1952 i Alstads landskommun som uppgick 1967 i Trelleborgs stad som 1971 ombildades till Trelleborgs kommun. Församlingen uppgick 1980 i Alstads församling. 
Den 1 januari 1953 överfördes till Gylle socken Annarps by med en areal av 1,12 km², varav allt land, och 19 invånare.
1 januari 2016 inrättades distriktet Alstad, med samma omfattning som Alstads församling hade 1999/2000 och fick 1980, och vari detta sockenområde ingår.
Socknen har tillhört län, fögderier, tingslag och domsagor enligt vad som beskrivs i artikeln Skytts härad. De indelta soldaterna tillhörde Södra skånska infanteriregementet, Skånska dragonregementet och Skånska husarregementet.

## Geografi
Lilla Slågarps socken ligger norr om Trelleborg och består av två enklaver öster och väster om Stora Slågarps socken. Socknen är en odlingsbygd på en delvis kuperad slättbygd.

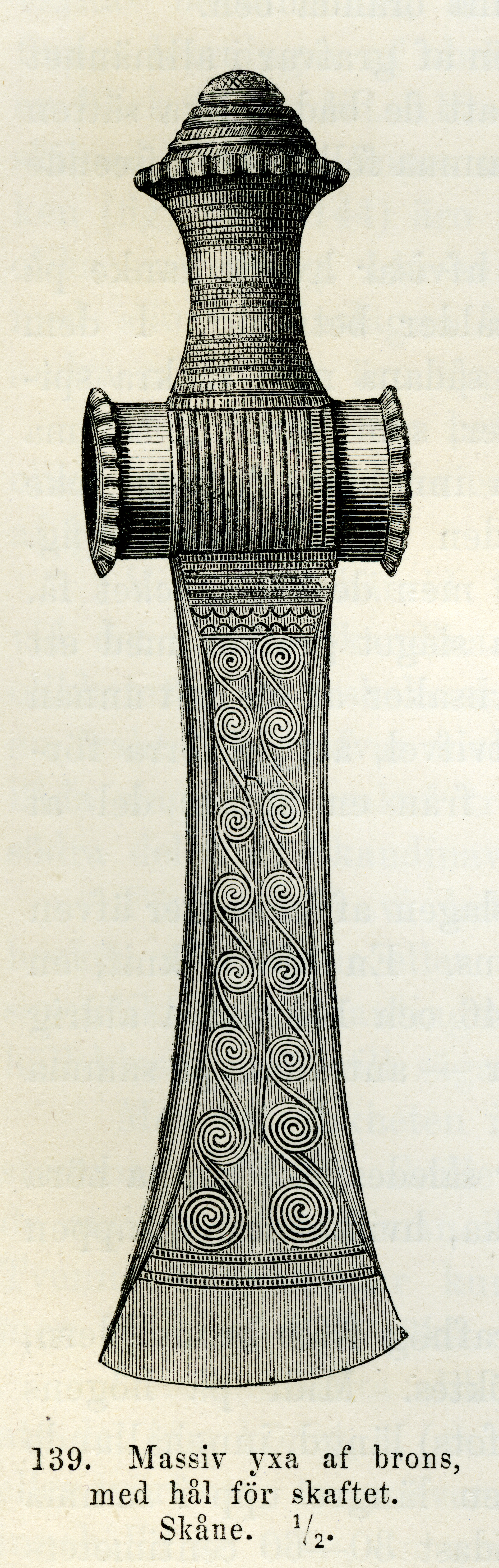
Bronsyxa med skafthål från Lilla Slågarps socken

## Fornlämningar
Boplatser och lösfynd från stenåldern är funna. Från bronsåldern finns gravhögar, en större kallad Tegelhögen.

## Namnet
Namnet skrevs på 1510-talet Lille Slogerup och kommer från kyrkbyn. Efterleden är torp, 'nybygge'. Förleden antas innehålla mansnamnet Sloki.